# Zagutis
Die Zagutis (Plagiodontia) sind eine Nagetiergattung aus der Unterfamilie der Baumratten (Capromyinae). Heute existiert nur mehr eine Art, das Cuvier-Zaguti oder Eigentliche Zaguti (P. aedium) auf Hispaniola, zwei weitere Arten, P. ipnaeum und P. araeum sind ausgestorben.

## Merkmale
Zagutis haben ein rattenähnliches Äußeres. Das kurze, dichte Fell ist graubraun gefärbt, der Kopf wirkt wuchtig und ist abgerundet, der relativ kurze Schwanz ist unbehaart und beschuppt. Vorder- und Hinterpfoten haben fünf Zehen, die Daumen tragen Nägel, die anderen Zehen leicht gebogene Krallen. Das Eigentliche Zaguti erreicht eine Kopfrumpflänge von 31 bis 41 Zentimeter, eine Schwanzlänge von 13 bis 15 Zentimeter und ein Gewicht von rund 1,2 Kilogramm.

## Verbreitung und Lebensraum
Zagutis sind auf der karibischen Insel Hispaniola und der vorgelagerten Île de la Gonâve endemisch. Ihr Lebensraum sind Wälder, wo sie von Meereshöhe bis in 2000 Metern Seehöhe vorkommen.

## Lebensweise
Zagutis sind vorwiegend nachtaktiv und leben sowohl am Boden als auch auf Bäumen. Tagsüber ziehen sie sich in Erdbaue oder Baumhöhlen zurück, um in der Nacht auf Nahrungssuche zu gehen. Sie dürften in Paaren leben. Ihre Nahrung besteht aus Wurzeln, Früchten, Blättern und Rinde.
Nach einer rund 120- bis 150-tägigen Tragzeit bringt das Weibchen ein oder zwei Jungtiere zur Welt.

## Bedrohung
- Das Cuvier-Zaguti (P. aedium) gilt laut IUCN als stark gefährdet (endangered). Durch Bejagung und Verlust des Lebensraumes sind die Bestände zurückgegangen, Untersuchungen haben aber ergeben, dass die Art noch nicht so selten ist wie befürchtet.
- Das Veloz-Zaguti (Plagiodontia ipnaeum) und das Riesen-Zaguti (Plagiodontia araeum) waren die größten Arten der Gattung. Erstere ist vermutlich im 17. Jahrhundert ausgestorben, letztere vermutlich in präkolumbianischer Zeit. Knochenreste beider Arten wurden oft in Küchenabfällen gefunden, was darauf hindeutet, dass sie von den Bewohnern Hispaniolas gejagt und verzehrt wurden.